# 法比奧·費爾馬尼
法比奧·費爾馬尼（Fabio Firmani，1978年5月26日—）是一位意大利的足球運動員。司職中場。目前效力於中超球隊陕西浐灞。於2011年由拉素轉會到陕西浐灞。此外他亦曾代表過意大利U21出場。